# Comuna de Jedlińsk
Jedlińsk (polaco: Gmina Jedlińsk) é uma gminy (comuna) na Polónia, na voivodia de Mazóvia e no condado de Radomski. A sede do condado é a cidade de Jedlińsk.
De acordo com os censos de 2004, a comuna tem 13 267 habitantes, com uma densidade 95,6 hab/km².

## Área
Estende-se por uma área de 138,72 km², incluindo:
- área agricola: 79%
- área florestal: 12%

## Demografia
Dados de 30 de Junho 2004:
|                      | Total   | Total | Mulheres | Mulheres | Homens  | Homens |
| -------------------- | ------- | ----- | -------- | -------- | ------- | ------ |
|                      | pessoas | %     | pessoas  | %        | pessoas | %      |
| População            | 13 267  | 100   | 6633     | 50       | 6634    | 50     |
| Densidade (pop./km²) | 95,6    | 100   | 47,8     | 47,8     | 47,8    | 47,8   |

De acordo com dados de 2002, o rendimento médio per capita ascendia a 1291,32 zł.